# جوزف آر. گراندی
جوزف آر. گراندی (به انگلیسی: Joseph Ridgway Grundy) سناتور سابق عضو حزب جمهوری‌خواه ایالات متحده آمریکا بود. وی در سال ۱۹۲۹ تا ۱۹۳۰ میلادی سناتور ایالت پنسیلوانیا در سنای ایالات متحده آمریکا بود.